# Cofradía del Santo Cristo del Desenclavo
La Cofradía del Santo Cristo del Desenclavo es una hermandad católica de la ciudad de León, España. Fue fundada en 1992 y tiene su sede en la parroquia de Santa Marina la Real.

## Historia
La cofradía nació el 31 de julio de 1992, fecha de aprobación de sus estatutos. Realiza distintos actos a lo largo del año pero especialmente en Semana Santa: así, la semana previa al Viernes de Dolores se celebra un triduo a la Virgen del Desconsuelo. El Miércoles Santo organiza la Ronda Lírico Pasional Luis Pastrana Giménez, en la que el Mantenedor, que es quien se encarga de dirigir la Ronda, realiza breves alocuciones en las distintas paradas del recorrido. 
El Jueves Santo se configura en tres actos: el Oficio de Tinieblas, la Ceremonia del Desagravio y el Enclavamiento de Cristo, único acto privado de la cofradía. El Acto del Desenclavo es el eje central de la cofradía: se celebra el Sábado Santo por la tarde durante la procesión de su titular delante de la Basílica de San Isidoro.  
Desde 1999 la cofradía está hermanada con la de la Santa Veracruz y Confalón de Astorga, ya que también organizan el Acto del Desenclavo.

## Emblema
Su emblema es un óvalo que circunscribe la corona real, que simboliza la parroquia de Santa Marina la Real, con una cruz desnuda con un sudario y tres clavos a los pies.

## Indumentaria

Indumentaria

El hábito se compone de túnica de sarga púrpura con bocamangas y capirote negros, del mismo tejido, y cíngulo negro con las caídas a la izquierda. Se completa con camisa blanca y guantes, pantalón, calcetines y zapatos negros.

## Actos y procesiones
- Miércoles Santo: Ronda Lírico Pasional Luis Pastrana Giménez.
- Jueves Santo: Procesión de las Tinieblas y Santo Cristo de las Injurias.
- Sábado Santo: Procesión del Santo Cristo del Desenclavo.

## Pasos
- Santo Cristo de las Injurias: realizado por Amancio González Andrés en 1995, es pujado por 60 braceros.
- María Santísima del Mayor Dolor en su Soledad: obra de Pablo Lanchares de 2013, es pujada por 60 braceras.

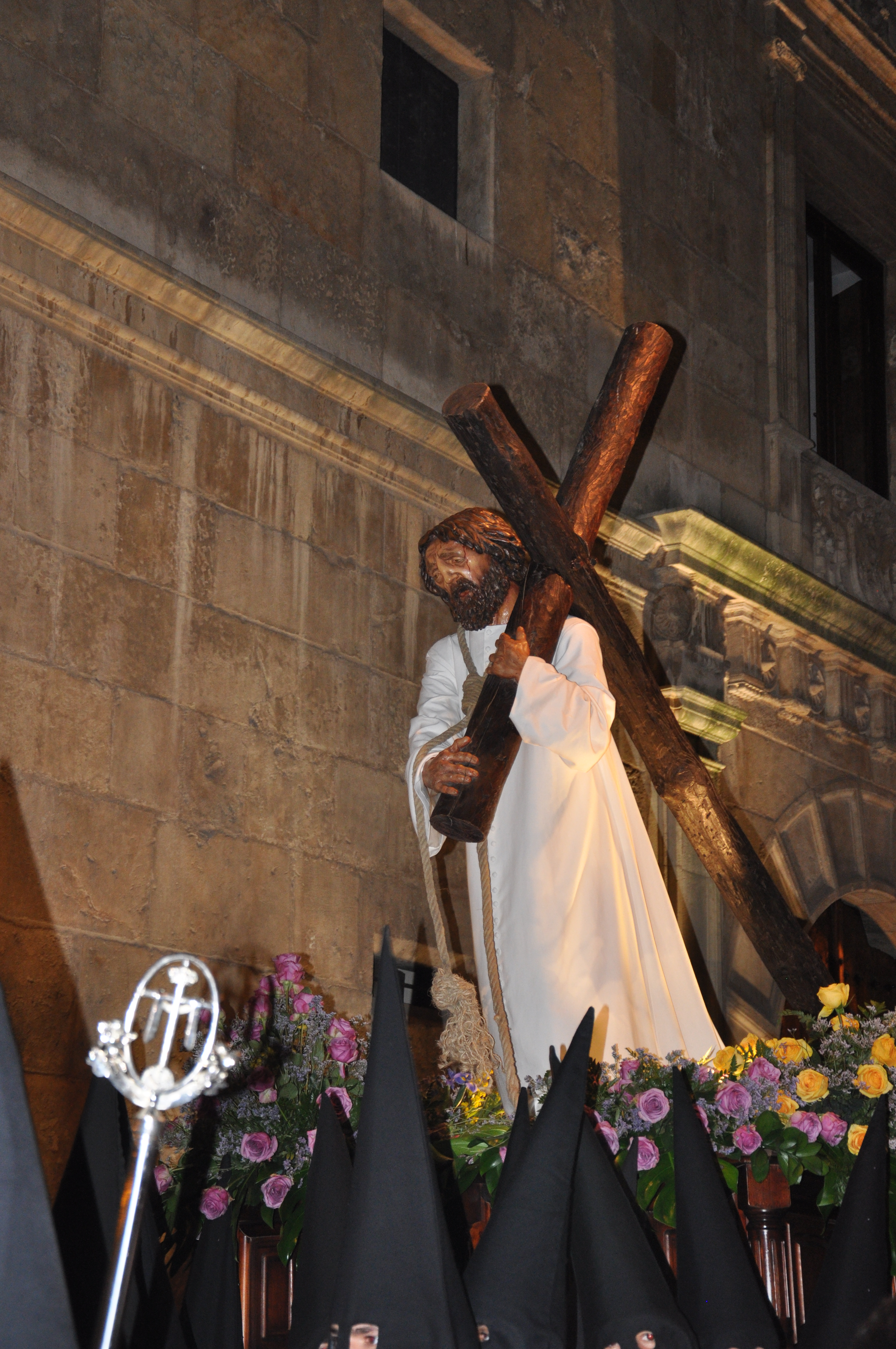
Santo Cristo de las Injurias
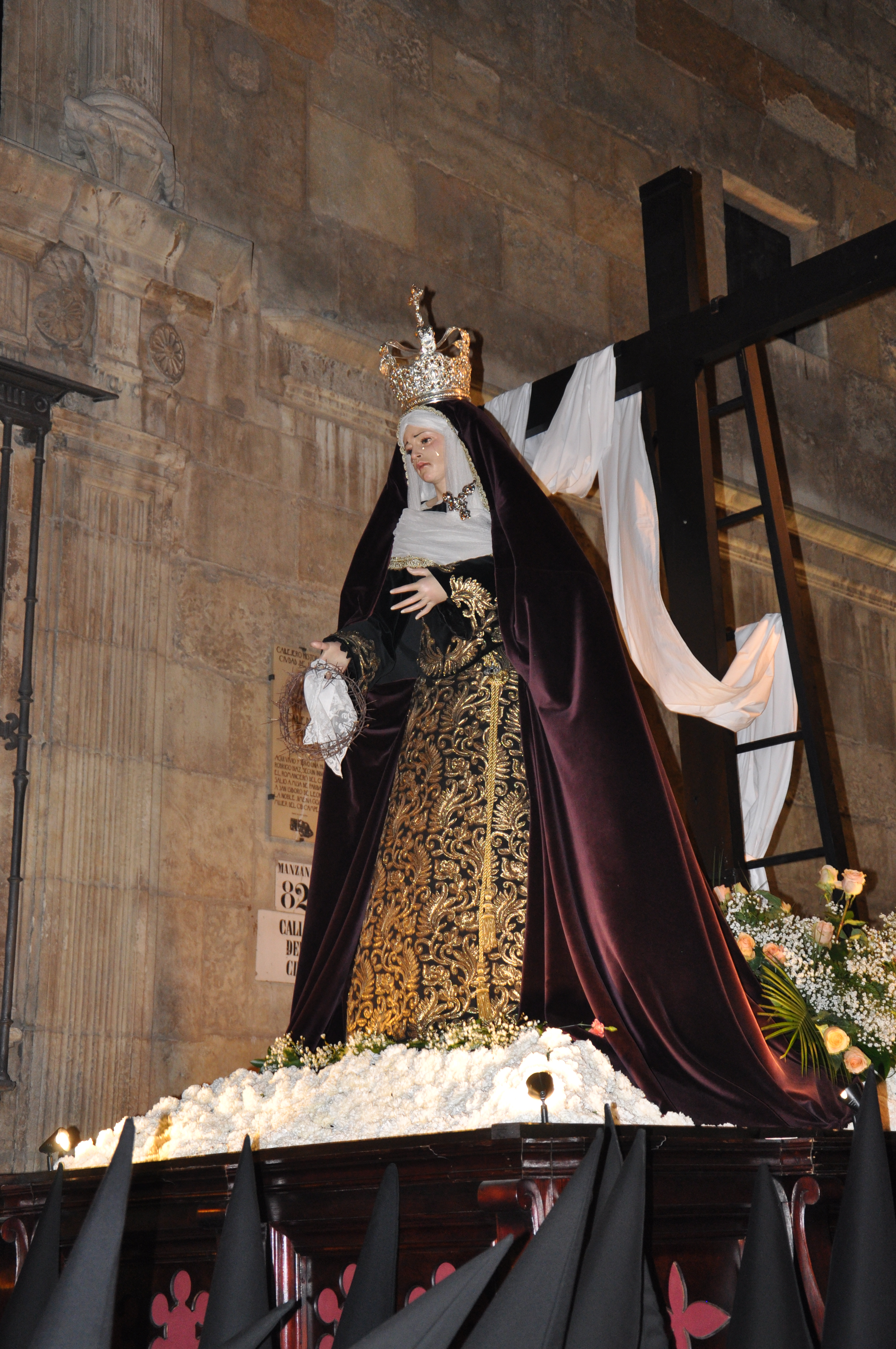
María Santísima del Mayor Dolor en su Soledad

- Santo Cristo del Desenclavo: obra de Manuel López Becker realizada en el año 2000, es pujado por 90 braceros.
- Cristo desenclavado en su camino hacia el Padre: obra de Manuel López Bécker del año 2000, va en carroza empujada por 12 personas.
- La Piedad: obra realizada en los talleres de Olot en el primer tercio del siglo XX), está cedida por la parroquia de San José de las Ventas y es pujada por 90 braceros.
- Nuestra Madre María Santísima del Desconsuelo: obra de Jesús Azcoitia de 1998, es pujada por 90 braceras.

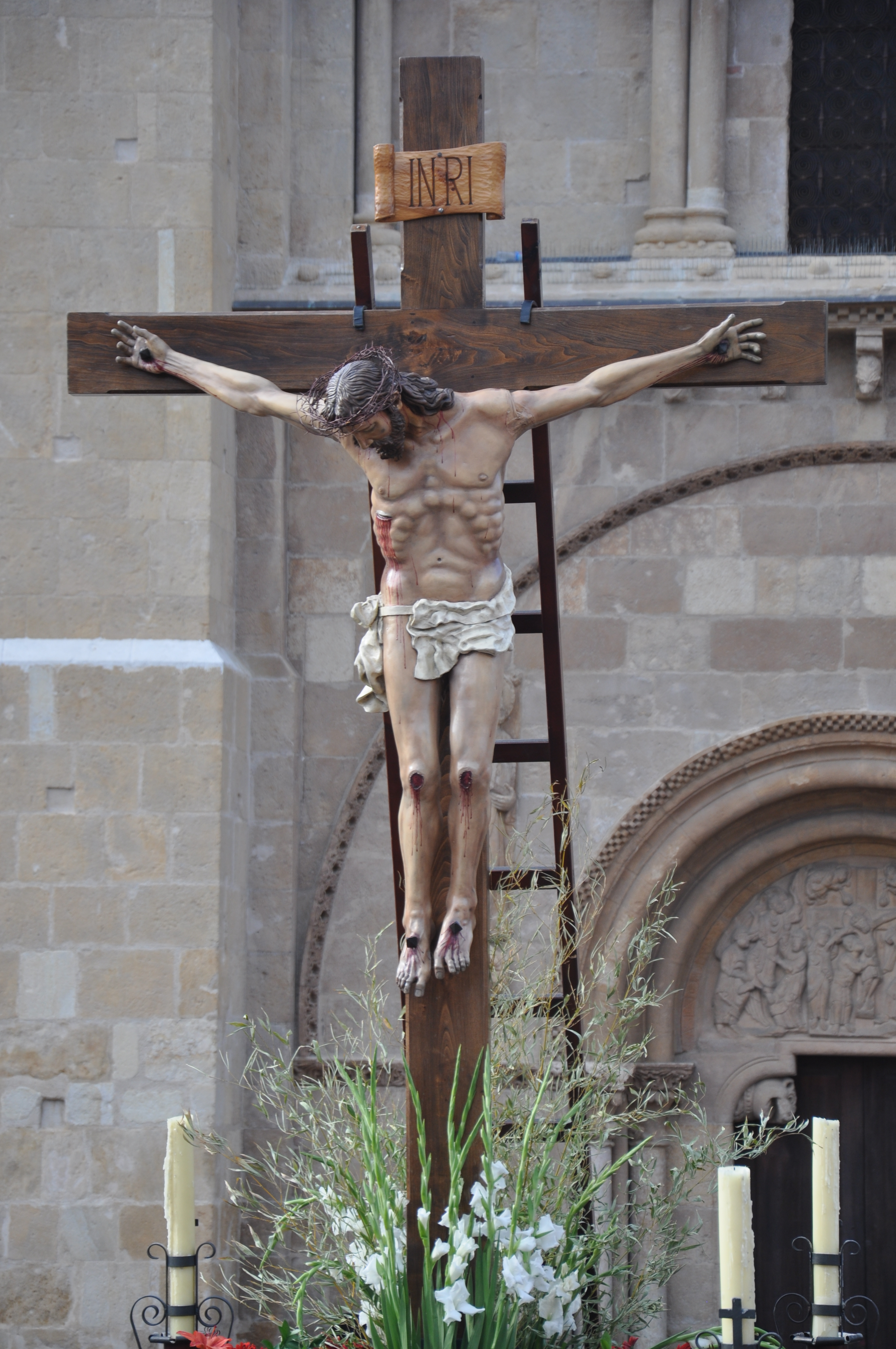
Santo Cristo del Desenclavo
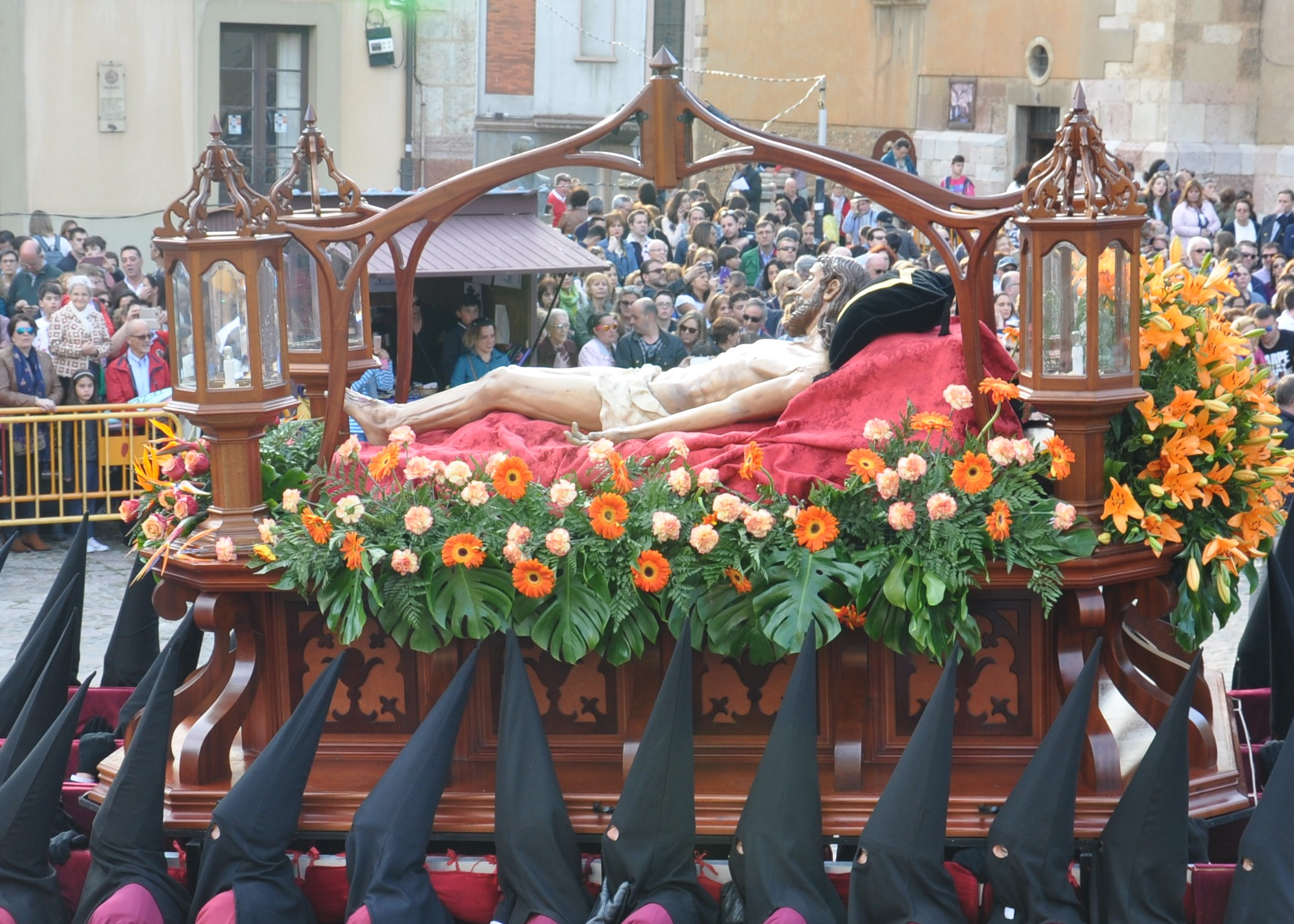
Cristo desenclavado en su camino hacia el Padre
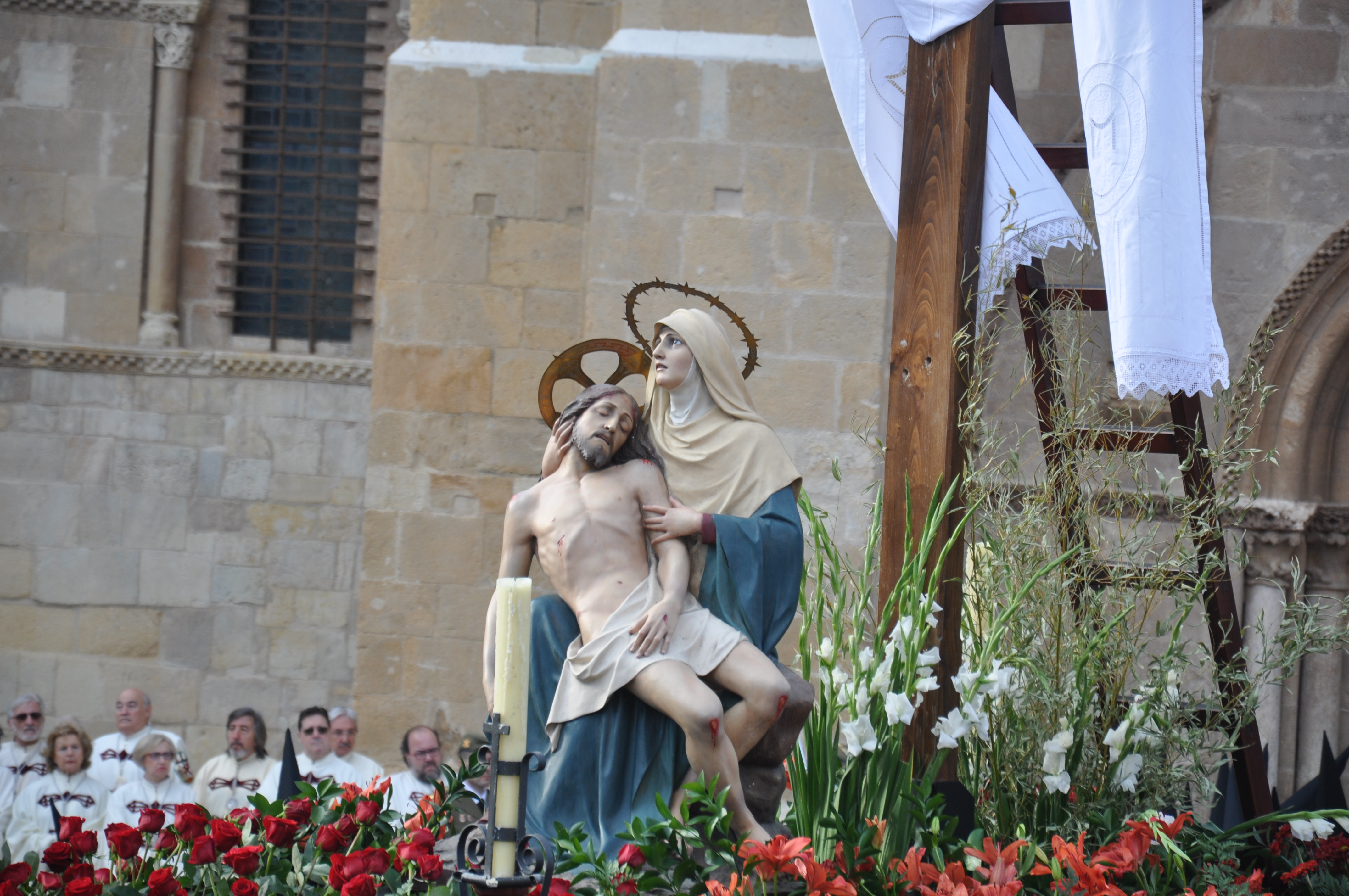
La Piedad. Santo Cristo del Desenclavo
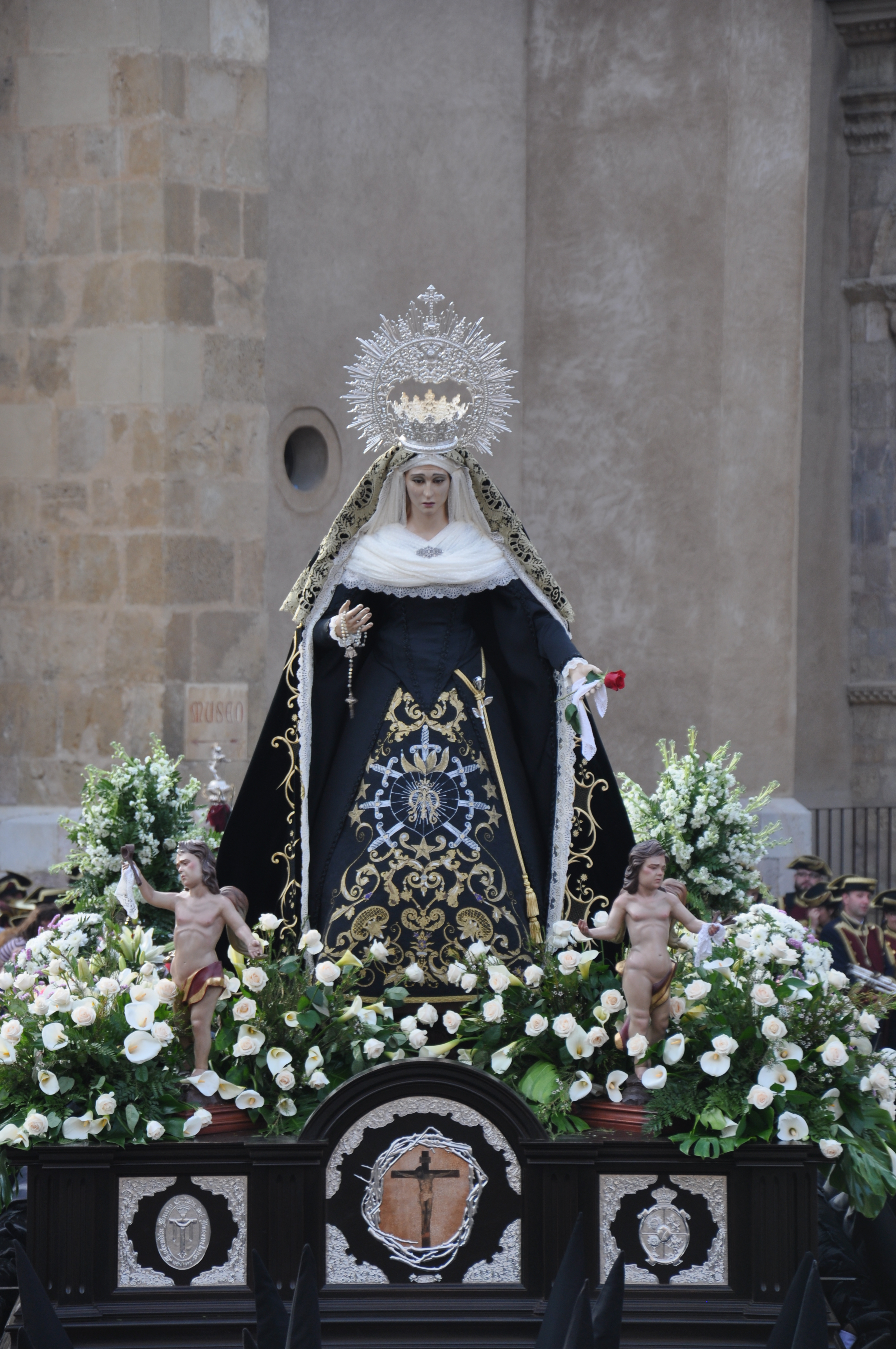
Nuestra Madre María Santísima del Desconsuelo